# طائر النوء الجامايكي
طائر النوء الجامايكي (الاسم العلمي: Pterodroma caribbaea) هو طائر بحري صغير ربما انقرض من جنس طائر النوء النعري. وهو مرتبط بطائر النوء ذو الغطاء الأسود (P. hasitata). تم جمع هذا النوع آخر مرة في عام 1879، وتم البحث عنه دون نجاح بين عامي 1996 و2000. ومع ذلك، لا يمكن تصنيفه على أنه منقرض بعد لأن طيور النوء طيور ليلية فمن الصعب تسجيلها، وربما لا يزال موجودًا في دومينيكا وغوادلوب. إذا انقرض، فالسبب الأرجح هو الافتراس من قبل النمس والفئران.